# Napton-on-the-Hill
Napton-on-the-Hill is een plaats en civil parish in het bestuurlijke gebied Stratford-on-Avon, in het Engelse graafschap Warwickshire met 1144 inwoners.